# 教父国際グループ
教父国際グループ (羅: Coetus Internationalis Patrum, 英: International Group of Fathers) は、第2バチカン公会議における「保守派」または「聖伝主義者」の少数派司教らによる、最も重要かつ影響力のある派閥であった。

## 組織およびメンバーシップ
公会議の最初の会期中は、彼らは聖伝主義的指向を持つ各教父（司教）による非公式の「研究会」として活動していた。公会議の第一会期と第二会期の間に、マルセル・ルフェーブル（聖霊修道会 (CSSp)総長）およびジェラルド・デ・プレンサ・シガウド (Geraldo de Proença Sigaud, ブラジル、ディアマンティーナ) 両大司教、および、ホセ・マウリシオ・ダ・ロチャ (José Maurício da Rocha, ブラジル、Bragança Paulista)司教は、考えを同じくする司教たちによる、より正式なグループを組織することを決定した。グループは直ちに、ルフェーブル、シガウド、ルイジ・カルリ (Luigi Maria Carli, イタリア、セーニ)、アントニオ・デ・カストロ・マイヤー  (ブラジル、カンポス) 両大司教および、ソレーム修道院長ジャン・プルー (Jean Prou, ベネディクト会) からなる運営委員会を設立した。公会議の第2会期の後、このグループは正式に発足し、ルフェーブル、シガウド両大司教ならびにカバン (Georges Cabana, カナダ、ケベック州シャーブルック）、シルバ・サンティアゴ（Silva Santiago,  チリ、コンセプシオン名誉大司教）、ラッキオ（Lacchio, 中国、長沙）およびコルデイロ（Joseph Cordeiro, パキスタン、カラチ）各大司教は、カトリック教会の聖伝を支持する教父国際グループの結成を発表した。
第2バチカン公会議には約2,400名の司教が常時出席していたが、関係者に近い筋の情報によると、同グループのメンバーは250名に達した。他の研究によれば、16名のコアメンバーもしくは、運営委員5名、一般会員55名、賛助枢機卿9名を数えたといわれる。公会議教父らに加えて、神学者らも小グループを形成し、公会議で議論されている問題に対するグループの回答をまとめることを助けた。特定の論点についてはグループ外の公会議出席教父らの中から追加して支持者を得た。共産主義に対する明確な非難を求める請願書には、435人の署名が集まった。

## 諸問題
第2バチカン公会議の準備委員会のメンバーとして、マルセル・ルフェーブル大司教は、司教団に提出され、公会議で審議されることになった文書草案についての議論に参加した。これらの案に対するルフェーブルの懸念が、公会議の種々の問題に対処する教父国際グループの結成につながった。グループの議題の主要な部分は、司教合議制の原則への反対にあり、グループは、これは教皇裁治権 および司教個人の権利を損なう危険性があると考えていた。また、公会議において共産主義に対する特別な非難が行われるべきであること、ならびに、聖母マリアの地位を向上させる公会議文書を、「教会憲章」の内の一章に留めるのではなく、別途作成すべきであると考えた。
同グループが第2バチカン公会議にプロテスタントのオブザーバーが存在することに対して苦情を申し立て続けたため、教皇パウロ6世は、公会議が「聖伝主義者たちを疎外していないか心配」し、Augustin Bea 枢機卿に、「もしかすると、"分離した（プロテスタントの）兄弟たち" の存在およびその "精神性" が公会議を過度に支配しており、公会議における心理的自由を奪っているのではないか」と尋ね、かつ「"カトリック教会の教えの一貫性" を守ることは、（プロテスタントの）オブザーバーを喜ばせることよりも重要である」と強調した。Bea 枢機卿に諮った結果、教皇はオブザーバーの招待の取り消しは行わないことにした。

## 影響
公会議の議決に対するグループの影響は、明らかにまちまちであった。グループ会員は司教合議制の原則に反対しており、特に司教会議の権限拡大に反対したことにより、各国および地域の司教会議と効果的に協力することが困難となった。グループが合議制による意思決定に反対していたことも、妥協的な立場を打ち出して合意を得るのに消極的であることに影響したと見る向きもある。
グループは別チャネルを用いることにより、より多くの主張を成功裡に公会議に反映させた。聖伝主義の価値観をグループと共有する教皇庁関係者と多く接触したことは非常に効果的であり、公会議の前半ではこのような裏ルートの活用により、グループの意見を最上位まで周知するに至らしめた。公会議の後半においては、公会議に提出された議案に対して、ほとんど途切れることなく修正案を提起し続けた。このような動きは常に成功したわけではなく、第3会期と第4会期の間に、グループはバチカン国務長官のチコニャーニ (Cicognani) 枢機卿によって、公会議に分裂的な影響を与えたとして否認された。
具体的な論点としては、グループは、典礼刷新としてミサに（ラテン語に代わり）現地語を導入し、司教協議会に大きな権限を与える「典礼憲章」、および、カトリック教会のみが人類が救いに至る唯一の道であるという伝統的な信念を損なう「エキュメニズムに関する教令」を否決させることができなかった。「現代世界憲章」において共産主義を非難すべしと主張する彼らの請願は、わずかな成果を挙げるに留まった。憲章の本文中で共産主義に言及されることはなく、以前の教皇による共産主義の非難に言及した脚注がわずかに挿入されたのみであった。グループのおそらく最大の成果は、土壇場の教皇の介入であったかもしれない。教皇パウロ6世の介入により、1964年11月16日に「教会憲章」第3章に予備的注釈 (羅: Nota explicativa praevia) が挿入された。この注釈は、司教協議会が教皇の同意によってのみ権限を行使することを再確認し、教皇の優越性および司牧的独立性を保護するものであったために、司教合議制を主張する勢力が大幅に弱体化した。

### 後年の再出現
2019年10月、アマゾン周辺地域のための特別世界代表司教会議（シノドス）の開会直前に、司教および一般カトリック信徒により構成されたグループ、自称 "Coetus Internationalis Patrum ワーキンググループ" は、同シノドスの Instrumentum Laboris （Working Document の意）より引用された4本の論文は、カトリックの教義と矛盾しているがゆえに受け入れられないとする文書を公表した。

## 参照
1. ↑  Roy, Philippe (2012), “Le Coetus Internationalis Patrum au concile Vatican II: genèse d'une dissidence ?” (フランス語), Histoire@Politique. Politique, Culture, Société (Paris) (18):  2 [43], ISSN 1954-3670
2. ↑  Roy, Philippe (2012), “Le Coetus Internationalis Patrum au concile Vatican II: genèse d'une dissidence ?” (フランス語), Histoire@Politique. Politique, Culture, Société (Paris) (18):  5 [46], ISSN 1954-3670
3. ↑  “Archbishop Geraldo de Proença Sigaud [Catholic-Hierarchy]”. www.catholic-hierarchy.org. 2023年8月13日閲覧。
4. ↑  Roy, Philippe (2012), “Le Coetus Internationalis Patrum au concile Vatican II: genèse d'une dissidence ?” (フランス語), Histoire@Politique. Politique, Culture, Société (Paris) (18):  5–6 [46–47], ISSN 1954-3670
5. ↑  “Archbishop Luigi Maria Carli [Catholic-Hierarchy]”. www.catholic-hierarchy.org. 2023年8月13日閲覧。
6. 1 2  Roy-Lysencourt, Philippe (2014) (フランス語), Les Membres du Coetus Internationalis Patrum au Concile Vatican II: Inventaire des Interventions et Souscriptions des Adherents et Sympathisants, Liste des Signataires d'occasion et des Théologiens, Instrumenta Theologica, 37, Leuven: Maurits Sabbe Library, Faculty of Theology and Religious Studies, KU Leuven / Peeters, pp. 483–4, ISBN 9789042930872
7. ↑  “聖ピオ十世会創立者ルフェーブル大司教の伝記 12.3.1.慎ましい始まり - Credidimus Caritati 私たちは天主の愛を信じた”. goo blog. 2023年8月13日閲覧。
8. ↑  Roy, Philippe (2012), “Le Coetus Internationalis Patrum au concile Vatican II: genèse d'une dissidence ?” (フランス語), Histoire@Politique. Politique, Culture, Société (Paris) (18):  9 [50], ISSN 1954-3670
9. ↑  “聖ピオ十世会創立者の伝記 12.3.3.高位聖職者の後援、自由な組職、貧弱な資金 - Credidimus Caritati 私たちは天主の愛を信じた”. goo blog. 2023年8月13日閲覧。
10. ↑  O'Malley, John W., S. J. (2008), What Happened at Vatican II (Kindle ed.), Cambridge: Harvard University Press, location 455, ISBN 978-0-674-03169-2
11. ↑  Wilde, Melissa J. (2007), Vatican II: A Sociological Analysis of Religious Change, Princeton, NJ: Princeton University Press, ISBN 978-0-691-11829-1
12. ↑  Roy, Philippe (2012), “Le Coetus Internationalis Patrum au concile Vatican II: genèse d'une dissidence ?” (フランス語), Histoire@Politique. Politique, Culture, Société (Paris) (18):  7–8 [48–49], ISSN 1954-3670
13. ↑  Wilde, Melissa J. (2004), “How Culture Mattered at Vatican II: Collegiality Trumps Authority in the Council's Social Movement Organizations”, American Sociological Review 69 (4):  589, doi:10.1177/000312240406900406,  オリジナルの2010-06-22時点におけるアーカイブ。 2015年6月11日閲覧。
14. ↑  Wrighton, Basil (1984), Collegiality: error of Vatican II (2), Society of Saint Pius X (District of the USA)
15. ↑  Wilde, Melissa J. (2004), “How Culture Mattered at Vatican II: Collegiality Trumps Authority in the Council's Social Movement Organizations”, American Sociological Review 69 (4):  582–583, doi:10.1177/000312240406900406,  オリジナルの2010-06-22時点におけるアーカイブ。 2015年6月11日閲覧。
16. 1 2  O'Malley, John W., S. J. (2008), What Happened at Vatican II (Kindle ed.), Cambridge: Harvard University Press, location 5209-5210, ISBN 978-0-674-03169-2
17. 1 2  『第二バチカン公会議 教会憲章』カトリック中央協議会、2014年2月28日。
18. ↑  Wilde, Melissa J. (2004), “How Culture Mattered at Vatican II: Collegiality Trumps Authority in the Council's Social Movement Organizations”, American Sociological Review 69 (4):  594–596, doi:10.1177/000312240406900406,  オリジナルの2010-06-22時点におけるアーカイブ。 2015年6月11日閲覧。
19. ↑  Wilde, Melissa J. (2004), “How Culture Mattered at Vatican II: Collegiality Trumps Authority in the Council's Social Movement Organizations”, American Sociological Review 69 (4):  577, 590–591, doi:10.1177/000312240406900406,  オリジナルの2010-06-22時点におけるアーカイブ。 2015年6月11日閲覧。
20. ↑  Wilde, Melissa J. (2004), “How Culture Mattered at Vatican II: Collegiality Trumps Authority in the Council's Social Movement Organizations”, American Sociological Review 69 (4):  599, doi:10.1177/000312240406900406,  オリジナルの2010-06-22時点におけるアーカイブ。 2015年6月11日閲覧。
21. ↑  Roy, Philippe (2012), “Le Coetus Internationalis Patrum au concile Vatican II: genèse d'une dissidence ?” (フランス語), Histoire@Politique. Politique, Culture, Société (Paris) (18):  8 [49], ISSN 1954-3670
22. ↑  Roy, Philippe (2012), “Le Coetus Internationalis Patrum au concile Vatican II: genèse d'une dissidence ?” (フランス語), Histoire@Politique. Politique, Culture, Société (Paris) (18):  8 [49], ISSN 1954-3670, "un flot presqu'ininterrompu de modi"
23. ↑  Roy, Philippe (2012), “Le Coetus Internationalis Patrum au concile Vatican II: genèse d'une dissidence ?” (フランス語), Histoire@Politique. Politique, Culture, Société (Paris) (18):  12 [53], ISSN 1954-3670
24. ↑  『第二バチカン公会議 典礼憲章／神の啓示に関する教義憲章』カトリック中央協議会、2014年2月28日。
25. ↑  『第二バチカン公会議 エキュメニズムに関する教令』カトリック中央協議会、2014年7月20日。
26. ↑  Roy, Philippe (2012), “Le Coetus Internationalis Patrum au concile Vatican II: genèse d'une dissidence ?” (フランス語), Histoire@Politique. Politique, Culture, Société (Paris) (18):  14–15 [55–56], ISSN 1954-3670
27. ↑  『第二バチカン公会議 現代世界憲章』カトリック中央協議会、2014年2月28日。
28. ↑  Gabriel Adriányi, John Dolan et al., Anselm Biggs訳 (1981). “The Church in the modern age”. In Hubert Jedin (英語). History of the Church. Volume X. Burns & Oats, London. p. 131 2023年8月13日閲覧。
29. ↑  Roy, Philippe (2012), “Le Coetus Internationalis Patrum au concile Vatican II: genèse d'une dissidence ?” (フランス語), Histoire@Politique. Politique, Culture, Société (Paris) (18):  15 [56], ISSN 1954-3670
30. 1 2  “Synod for the Amazon: ‘Instrumentum Laboris’ released - Vatican News” (英語). www.vaticannews.va (2019年6月17日). 2023年8月13日閲覧。
31. ↑  Pentin (2019年10月1日). “Group Releases Propositions Challenging ‘Unacceptable’ Elements of Synod Working Doc”. 2019年10月5日閲覧。